# ムノチュワ
ムノチュワ（muhnochwa）あるいはフェイス・スクラッチャー（Face Scratcher）は、インドに出現したとされる未確認動物のひとつ。

## 概要
ムノチュワは2002年にダーラ村とサヘウァ村に出現し、村人を殺害した 。その後、ムノチュワの被害はウッタル・プラデーシュ州全域に拡大し、数百人が被害にあった 。被害者のうち、36人が顔や首に深い傷を負った 。
ムノチュワ自体の危険性だけでなく、ムノチュワの恐怖からくる事件も発生しており、飼い犬をムノチュワと誤認して殺害したり、家族をムノチュワと誤認して攻撃したりといった事件や、ムノチュワ襲撃の警報にパニックを起こして転落する事故も起こっている。民衆は、警察がムノチュワから自分達を保護してくれないと主張して暴徒化し、それに対して警官が発砲する事件も発生した。
目撃情報は多いが、報告された容姿は「鷹に似ている」「猫」「ゴム人形」「飛行機」「亀に似ている」「長髪の男」 「ラグビーボールに似ている」「見たこともない昆虫」「サッカーボール大の発光体」「機械的」などと一定しない。
遭遇者の証言には「赤と青（あるいは緑）に発光する」、「攻撃には電気ショックのような刺激が伴う」といったものがあるが、これらは球電のような電気的現象で説明がつくという意見もある。電気工学科の教授を務めるラビンドラ・アローラは、球電説を支持し、ムノチュワ事件の96%が雷雨の最中か直後に報告されている点を指摘した。
また精神的な要因も大きいと言われ、ウッタル・プラデーシュ州はインドで最も貧困していた州だったため、国家が市民の福祉を保障することができないことに対する不安が怪物という形で表現されたともされる。
前年にインドに出現したとされる未確認動物モンキーマンとの関連を指摘する意見もあるが、モンキーマン事件は実際には集団ヒステリーであったとされている。